# Лескен (река)
Лескен (кабард.-черк. Лэскэн, осет. Лескены дон) — река в России, протекает в Кабардино-Балкарии и Северной Осетии. Устье реки находится в 448 км по левому берегу реки Терека. Длина реки — 59 км, площадь водосборного бассейна — 313 км². На реке расположено одноимённое село и другие населённые пункты.

## Данные водного реестра
По данным государственного водного реестра России относится к Западно-Каспийскому бассейновому округу, водохозяйственный участок реки — Терек от впадения реки Урух до впадения реки Малка. Речной бассейн реки — Реки бассейна Каспийского моря междуречья Терека и Волги.
Код объекта в государственном водном реестре — 07020000412108200003945.